# 彗星公主
《彗星公主》（コメットさん）是一套曾在玛格丽特連載的日本漫畫，作者是橫山光輝。原則上作品名稱是釋作彗星姐姐才對，因為只有第三代的コメットさん才有公主身份。

## 同名作品
在當時及其後，日本有同類題材的其它作品亦以為名，計有
- 1967年至1968年，TBS電視台播映同名的特攝片，可稱為第一代的彗星姐姐，九重佑三子主演，共79集。
- 1978年至1979年，TBS電視台播映第二代的彗星姐姐特攝片，大場久美子主演，共68集。超人系列的超人們在該作多次客串，包括超人七號、超人尼奧，當中超人太郎更被設為彗星姐姐的初戀對象。
- 2001年4月至2002年1月，大阪電視台播放電視動畫《Cosmic Baton Girl 》，共43集，可稱為第三代的彗星公主(她是唯一有公主身份)，在香港無線電視播映時稱《音樂小彗星》，在台灣Cartoon Network及華娛衛視播映時稱《彗星公主》，另有依此動畫劇情而寫的漫畫曾於日本小學館的一些刊物上連載。（相關條目：彗星公主 (動畫)）

## 故事簡介
以上作品，大致是說主角彗星公主從外太空來到地球，利用魔法解決眼前的問題，但彼此在故事上大有差異。

## 第1期

### 配音陣容
- 彗星姐姐：九重佑三子
- 河越順一郎：芦野宏
- 石原三郎：伊丹十三
- 武：蔵忠芳
- 浩二：河島明人
- 小綠：西崎綠
- 彗星的奶奶：原久子
- 河越龍子：馬淵晴子
- 石原壽美子：坂本壽美子
- 貝坦的聲音：朝井由香里、千千松幸子
- 星星老師的聲音：八木光生

## 第2期

### 配音陣容
- 彗星姐姐：大場久美子
- 澤野公平：五十嵐喜芳
- 澤野準平：西川和孝
- 澤野強：佐藤健一
- 江藤三吉：福崎和廣
- 若杉明：森島一夫
- 花村由香里：松下実加
- 美代：今野弘子
- 小千：山口千枝
- 芳子：多田千香
- 花村洋子：木内綠
- 澤野佐和子：真屋順子
- 星星的媽媽：小山明子
- 东光太郎/泰罗奥特曼：下冢诚
- 凤源/雷欧奥特曼：真夏龙

## 電視節目的變遷
| 香港無綫電視翡翠台 星期四 17:00/05－17:30 時段 | 香港無綫電視翡翠台 星期四 17:00/05－17:30 時段 | 香港無綫電視翡翠台 星期四 17:00/05－17:30 時段 |
| ---------------------------------------------- | ---------------------------------------------- | ---------------------------------------------- |
|                                                | 彗星女郎 （1971年7月29日－1973年3月15日）      |                                                |
| 待查                                           | 待查                                           |                                                |